# Death to All
Death to All ist das sechste Album der schwedischen Band Necrophobic.

## Entstehung
Death to All wurde von Dezember 2008 bis Februar 2009 in den Necrophonic Studios aufgenommen. Das Album wurde im Februar 2009 in den Chrome Studios von Fredrik Folkare und Necrophobic abgemischt, neben Folkare waren Perkussionist Anders Bentell und Sänger Tobias Sidegård als Toningenieure beteiligt. Gemastert wurde das Album bei Tailor Maid Production von Peter In De Betou. Erik Danielsson von Watain, der Anfang 2008 bei einigen Necrophobic-Konzerten Bass spielte, steuerte ebenso wie Watains Live-Bassist Alvaro Lillo Gesang bei La Santisima Muerte bei. Tobias Sidegård kannte Danielsson bereits, als dieser noch jugendlich war, und bezeichnet sowohl diesen als guten Freund als auch Watain als befreundete Band.
Zu Revelation 666 erschien 2010 ein Musikvideo, bei dem Magnus af Göthlund Regie führte.

## Titelliste
1. Celebration of the Goat – 4:42 (Text: T. Sidegård; Musik: S. Ramstedt)
2. Revelation 666 – 6:54 (Text und Musik: S. Ramstedt)
3. La Santisima Muerte – 3:36 (Text: T. Sidegård; Musik: S. Ramstedt)
4. For Those Who Stayed Satanic – 4:57 (Text: T. Sidegård; Musik: S. Ramstedt)
5. Temple of Damnation – 5:55 (Text: T. Sidegård; Musik: S. Ramstedt, T. Sidegård)
6. The Tower – 4:45 (Text: T. Sidegård; Musik: J. Bergebäck)
7. Wings of Death – 5:12 (Text und Musik: S. Ramstedt)
8. Death to All – 8:44 (Text und Musik: S. Ramstedt)

## Musikstil und Texte
Das Album ist fast durchgehend schnell und wenig abwechslungsreich, Ausnahmen sind etwa der an Iron Maiden erinnernde Ausklang von Revelation 666 und „das getragene ‚Wings Of Death‘“. Gegenüber Hrimthursum ist der Klang sinistrer und roher. Während die Musik sich am Death Metal orientiert, ist die Atmosphäre black-metal-lastig und erinnert an Watain. Die Texte drehen sich „wie immer bei Necrophobic um die dunkle Seite, Satan und anti-Christliches Gedankengut“.

## Rezeption
Der Rezension von metal.de zufolge hätte „auch ‚Black To All‘ ganz gut gepasst, denn die Herren verstehen es wie wenige andere Bands ihren Schwedendeath mit ’ner ordentlichen Kante Black Metal aufzuhübschen. […] Neben der grandiosen Rückkehr von UNANIMATED ist ‚Death To All‘ sicherlich das bisherige Highlight des Jahres im Schwedendeath/black und somit ein ‚must-have‘ für alle Fans.“ Sargon the Terrible von The Metal Crypt bezeichnete das Album als gut, aber nicht außergewöhnlich und kein Meisterwerk. Die Musik sei weniger schnell als erwartet, und die Band habe einen eigenen Stil mit viel mehr melodischer Gitarrenarbeit als erwartet, aber weit vom Göteborger Stil entfernt. Pagan Shadow hingegen war nach dem Hören enttäuscht; er erwarte im Black Metal mehr Atmosphäre und Harmonien. Das Album sei redundant, und er habe von Necrophobic mehr erwartet, es sei jedoch besser als das lächerliche Nifelheim-Album, das er zusammen mit Death to All von Regain Records bekommen habe. Antal von whiskey-soda.de zufolge ist „[d]er Innovationsgehalt […] sehr überschaubar. Aber ist das etwas Schlimmes? Ich finde nicht, so lange dabei ein Album entsteht, das mit starken Songs und einer (wenn auch irgendwie wohligen) okkultisch-mystischen Stimmung glänzt und auch nach mehrmaligem Hören noch feine Details in den Arrangements offenbart. Starke Scheibe, die sich auf einem Level mit dem gelungenen Comeback-Album von Unanimated bewegt.“
Roy Kristensen vom Imhotep-Webzine bezeichnete Death to All als weniger gut als Hrimthursum; es sei musikalisch nicht weniger beeindruckend, aber weniger überraschend. Während die ersten Durchläufe ihn nicht begeistert hätten, habe er zuletzt mehr oder weniger ausschließlich dieses Album gehört. Arlette Huguenin von vampster bezeichnete es als „Album des Jahres 2009! Dieses Werk gewinnt diesen Titel mit grossem Abstand zu allen anderen Veröffentlichungen. Denn NECROPHOBIC liefern acht absolute Hammersongs von superber Qualität ab, die allesamt die unverwechselbare Handschrift der Band tragen.“ Moses von Terrorverlag zufolge veröffentlicht die Band „seit nunmehr gut 20 Jahren eine geile Scheibe nach der anderen raushauen“, entsprechend sei ihr geringer Erfolg „[v]öllig unverständlich, denn geilere Mucke kann man in dem Bereich nicht zurechtzaubern! Auch das neue Killer-Werk ‚Death to All‘ macht da keine Ausnahme.“ Auch laut Dennis Otto von Metal Inside hat die Band die Aufgabe, dem „Knaller“ Hrimthursum „einen ebenbürtigen Nachfolger zur Seite zu stellen, […] bestens gemeistert“.